# Holger Rupprecht

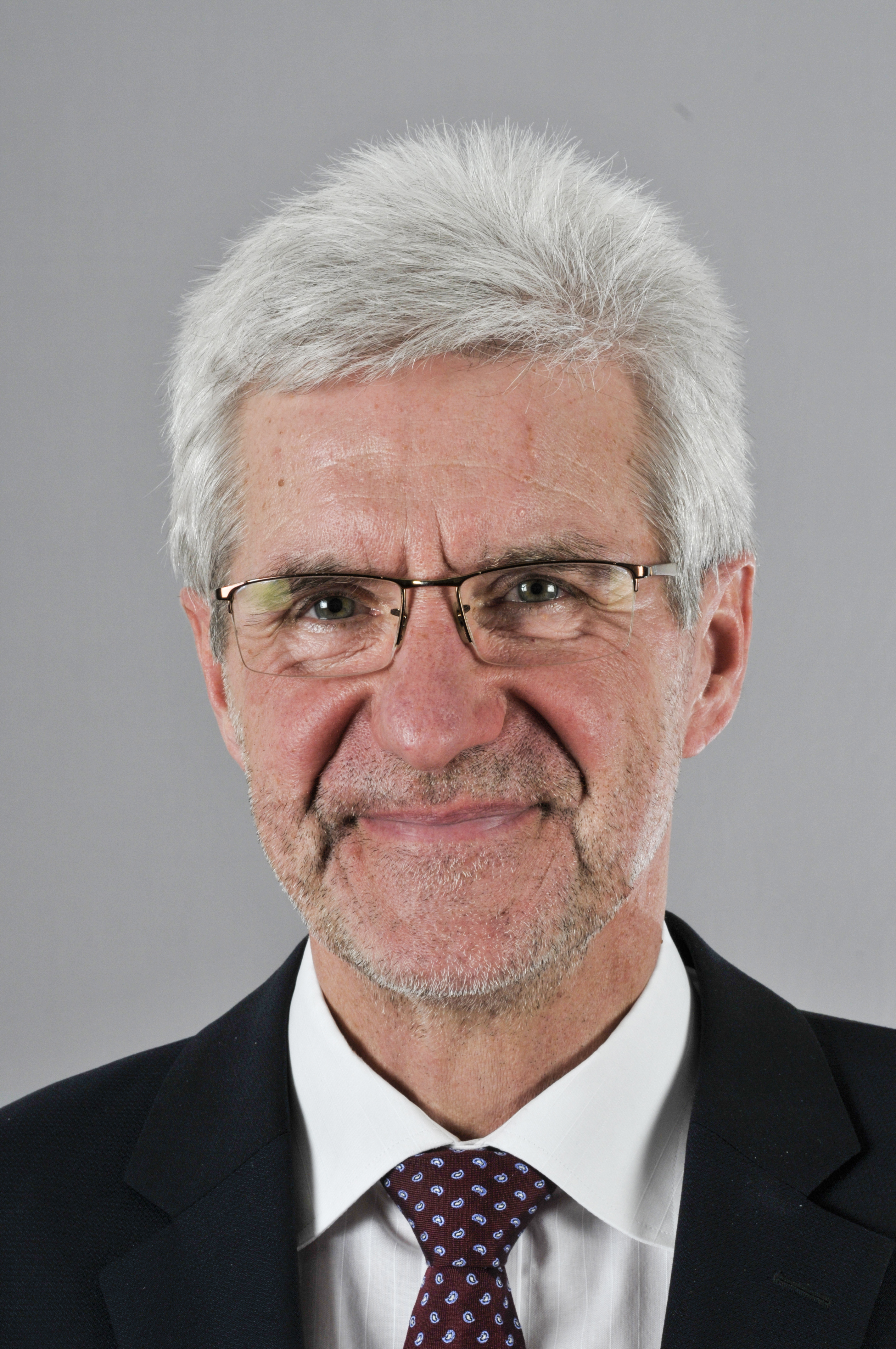
Holger Rupprecht 2016

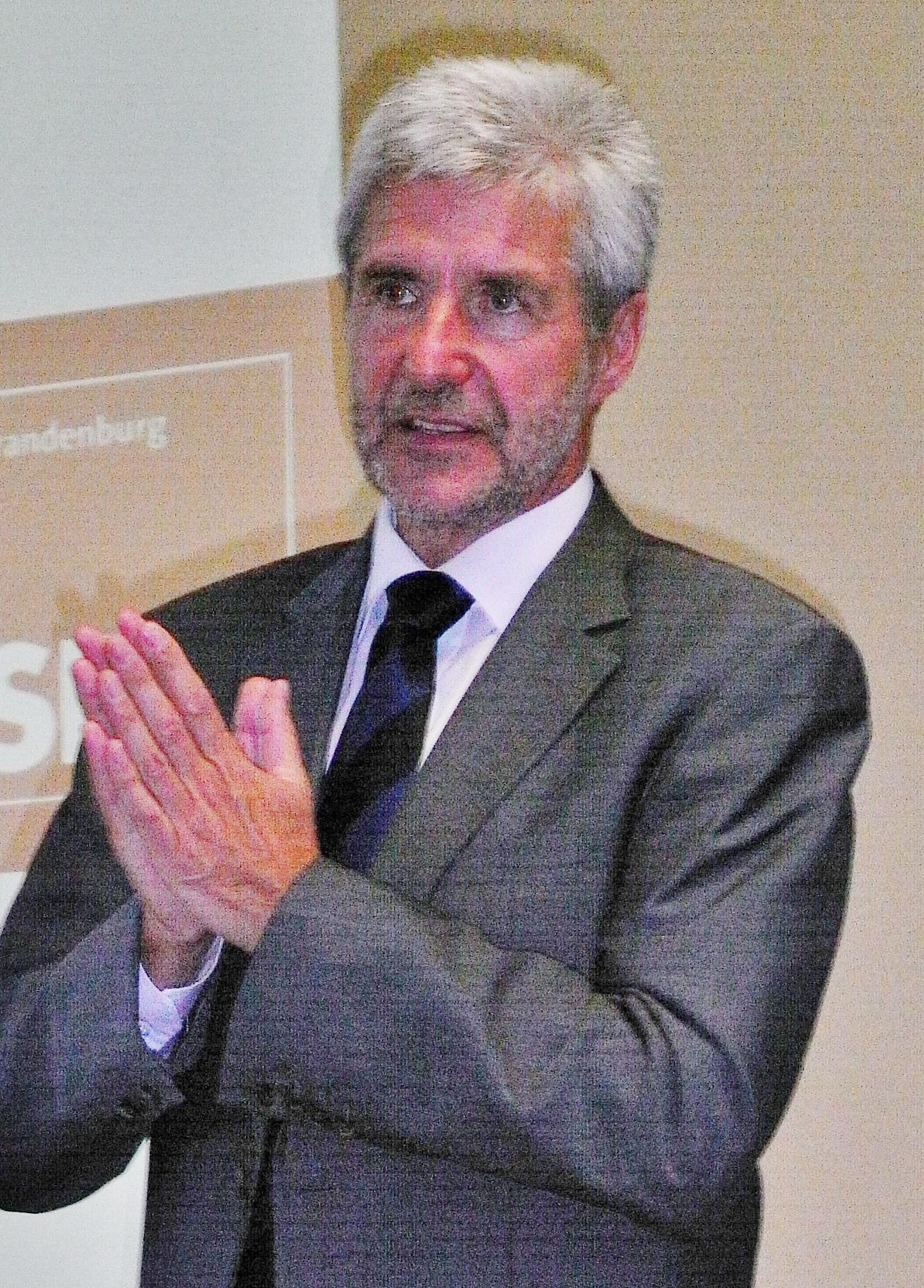
Holger Rupprecht, 2009

Holger Rupprecht (* 19. Januar 1953 in Gadebusch, Bezirk Schwerin) ist ein deutscher Politiker (SPD). Er war von 2004 bis 2011 Minister für Bildung, Jugend und Sport des Landes Brandenburg. Zwischen 2009 und 2019 war er Abgeordneter im Landtag Brandenburg.

## Leben
Von 1959 bis 1967 besuchte Rupprecht die Polytechnische Oberschule (POS) Gadebusch und von 1967 bis 1971 die dortige Erweiterte Oberschule (EOS), an der er 1971 das Abitur ablegte. Von 1971 bis 1975 absolvierte er ein Studium der Sportwissenschaften und Geografie an der Pädagogischen Hochschule Potsdam und erhielt 1975 seinen Abschluss als Diplomlehrer. Er war zuerst Fachlehrer an der POS in Dömitz (1975–1977) und später an der POS 29 in Potsdam, an der er 1990 zum stellvertretenden Direktor ernannt wurde. 1991 wurde er kommissarischer Direktor des Humboldt-Gymnasiums Potsdam und hatte diese Stelle von 1993 bis 2004 schließlich hauptamtlich inne.
Holger Rupprecht ist verheiratet und hat zwei Kinder; sein Sohn Björn Rupprecht war Handballspieler. Von 1996 bis 2014 war er Präsident des Handballvereins 1. VfL Potsdam.

## Politik
Am 13. Oktober 2004 wurde der damals parteilose Rupprecht als Nachfolger von Steffen Reiche (SPD) zum Minister für Bildung, Jugend und Sport des Landes Brandenburg im Kabinett Platzeck II ernannt. Im Mai 2005 wurde er Mitglied der SPD. Bei der Landtagswahl 2009 konnte Rupprecht über das Direktmandat im Wahlkreis Prignitz I erstmals in den Landtag einziehen, was er 2014 wiederholte. In der von Ministerpräsident Matthias Platzeck geführten Koalitionsregierung aus SPD und Die Linke wurde er im November 2009 im Amt als Minister für Bildung, Jugend und Sport bestätigt (Kabinett Platzeck III), bevor er wegen einer Dienstwagenaffäre im Januar 2011 zurücktrat.
Nach dem Rücktritt als Minister war er im Landtag von April 2011 bis Oktober 2014 Mitglied im Ausschuss für Europaangelegenheiten und Entwicklungspolitik und von Januar 2012 bis Oktober 2014 Mitglied im Innenausschuss. Seit Dezember 2014 war er Mitglied im Ausschuss für Europaangelegenheiten, Entwicklungspolitik und Verbraucherschutz.

## Ermittlungen wegen Verdachts der Vorteilsnahme
Rupprecht trat am 27. Januar 2011 von seinem Amt als Minister für Bildung, Jugend und Sport zurück, weil er nur durch Zahlung einer Geldbuße ein staatsanwaltschaftliches Ermittlungsverfahren wegen Vorteilsnahme beenden konnte. Das rbb Politikmagazin KLARTEXT hatte am 19. Januar 2011 enthüllt, dass sich Rupprecht „als Minister einen rund 100.000 Euro teuren Allrad-BMW als angeblichen Testwagen für einen zweiwöchigen Skiurlaub verschafft“ hatte,  ohne dafür zu zahlen. Nach den Dienstwagen-Bestimmungen des Landes hätte Rupprecht das teure Auto nicht zugestanden. Zudem soll der vorgeschriebene Dienstweg zur Fahrzeugbeschaffung nicht eingehalten worden sein. Der Minister kündigte eine Nachzahlung der entstandenen Kosten an.

## Sonstiges Engagement
Holger Rupprecht ist Mitglied im Rotary Club Potsdam.